# Flávio Castino
Flávio Castino (Flavius Castinus, ? - 425) foi um patrício, cônsul e general romano que apoiou o usurpador João. Ficou ainda conhecido pela pesada derrota que sofreu na expedição contra os vândalos instalados na Bética.

## Expedição contra os Vândalos
Castino comandou um exército coligado com tropas visigodas numa tentativa de expulsar os vândalos que se haviam instalado na Bética, depois de terem sido derrotados por Astúrio na Batalha dos montes Nervasos. No início esta expedição teve algum sucesso, com sucessivas vitórias, mas terminou numa pesada derrota, obrigando Castino a refugiar-se na província Tarraconense.
Começou aqui a hostilidade com Bonifácio, que o deveria ter acompanhado na expedição, mas que se afastou criticando o seu comando. Mais tarde, Bonifácio procuraria a ajuda dos vândalos.

## Apoio ao imperador João (usurpador)
Enquanto o imperador oriental Teodósio II vacilava em nomear um imperador novo no Ocidente, Castino optou por fazê-lo ele mesmo e em 423 declarou João (usurpador) como novo imperador ocidental.
Castino seria consul no ano seguinte, em 424. No entanto, João estava numa posição insegura como imperador, a maioria do império era leal à dinastia Teodosiana. João foi capturado e executado em junho ou julho de 425, e considera-se que Castino foi então também executado.